# Collegio di South Staffordshire
South Staffordshire è stato un collegio elettorale inglese situato nello Staffordshire, nelle Midlands Occidentali, rappresentato alla Camera dei comuni del Parlamento del Regno Unito. Eleggeva un membro del parlamento con il sistema first-past-the-post, ossia maggioritario a turno unico; il collegio è stato abolito in occasione della revisione periodica del 2024.

## Estensione
- 1832-1868: le centine di South Offlow, Seisdon e Cuttlestone.[1]
- 1983–1997: il distretto di South Staffordshire.
- 1997–2010: i ward del distretto di South Staffordshire di Bilbrook, Brewood and Coven, Cheslyn Hay, Codsall North, Codsall South, Essington, Featherstone, Great Wyrley Landywood, Great Wyrley Town, Kinver, Lower Penn, Pattingham and Patshull, Perton Central, Perton Dippons, Shareshill, Swindon, Trysull and Seisdon, Wombourne North, Wombourne South East e Wombourne South West.
- 2010–2024: i ward del distretto di South Staffordshire di Bilbrook, Brewood and Coven, Cheslyn Hay North and Saredon, Cheslyn Hay South, Codsall North, Codsall South, Essington, Featherstone and Shareshill, Great Wyrley Landywood, Great Wyrley Town, Himley and Swindon, Huntington and Hatherton, Kinver, Pattingham and Patshull, Perton Dippons, Perton East, Perton Lakeside, Trysull and Seisdon, Wombourne North and Lower Penn, Wombourne South East e Wombourne South West.

Il collegio era costituito da circa i due terzi del distretto locale del South Staffordshire. Lambiva la parte occidentale delle West Midlands, nella zona di Wolverhampton e Dudley, ma non conteneva grandi città. La maggiore città per elettorato era Wombourne. Tra i centri abitati vi erano Brewood, Cheslyn Hay, Codsall, Featherstone, Great Wyrley, Kinver e Perton.

## Membri del parlamento
| Elezione |                     | Primo deputato                 | Primo partito    |                  | Secondo deputato      | Secondo partito  |
| -------- | ------------------- | ------------------------------ | ---------------- | ---------------- | --------------------- | ---------------- |
| 1832     |                     | Edward Littleton               | Whigs            |                  | Sir John Wrottesley   | Whigs            |
| 1835 (S) |                     | Sir Francis Holyoake-Goodricke | Conservatore     |                  | Sir John Wrottesley   | Whigs            |
| 1837     |                     | George Anson                   | Whigs            |                  | Henry Chetwynd-Talbot | Conservatore     |
| 1849 (S) | William Legge       | George Anson                   | Whigs            |                  |                       | Conservatore     |
| 1853 (S) | William Legge       | Edward Littleton               | Whigs            |                  |                       | Conservatore     |
| 1854 (S) |                     | Edward Littleton               | Whigs            | Henry Paget      | Whigs                 |                  |
| 1857     | William Orme Foster | Henry Hodgetts-Foley           | Whigs            |                  | Whigs                 |                  |
| 1859     | William Orme Foster | Henry Hodgetts-Foley           |                  | Liberale         |                       | Liberale         |
| 1868     | Collegio abolito    | Collegio abolito               | Collegio abolito | Collegio abolito | Collegio abolito      | Collegio abolito |

| Elezione | Elezione         | Deputato         | Partito          |
| -------- | ---------------- | ---------------- | ---------------- |
|          | 1983             | Patrick Cormack  | Conservatore     |
| 2010     | Gavin Williamson |                  | Conservatore     |
|          | 2024             | Collegio abolito | Collegio abolito |

## Elezioni

### Elezioni negli anni 2010
| Partito                    | Partito                                   | Candidato                  | Risultati 12 dicembre 2019 | Risultati 12 dicembre 2019 |
| Partito                    | Partito                                   | Candidato                  | Voti                       | %                          |
| -------------------------- | ----------------------------------------- | -------------------------- | -------------------------- | -------------------------- |
|                            | Conservatore                              | Gavin Williamson           | 36 520                     | 73,03                      |
|                            | Laburista                                 | Adam Freeman               | 8 270                      | 16,54                      |
|                            | Lib Dem                                   | Chris Fewtrell             | 3 280                      | 6,56                       |
|                            | Verdi                                     | Claire McIlvenna           | 1 935                      | 3,87                       |
|                            |                                           |                            |                            |                            |
| Iscritti                   | Iscritti                                  | Iscritti                   | 73 680                     | 100,00                     |
| ↳ Votanti (% su iscritti)  | ↳ Votanti (% su iscritti)                 | ↳ Votanti (% su iscritti)  | 50 005                     | 67,87                      |
| ↳ Astenuti (% su iscritti) | ↳ Astenuti (% su iscritti)                | ↳ Astenuti (% su iscritti) | 23 675                     | 32,13                      |
|                            |                                           |                            |                            |                            |
|                            | Esito: collegio confermato a Conservatore |                            |                            |                            |

| Partito                    | Partito                                   | Candidato                  | Risultati 8 giugno 2017 | Risultati 8 giugno 2017 |
| Partito                    | Partito                                   | Candidato                  | Voti                    | %                       |
| -------------------------- | ----------------------------------------- | -------------------------- | ----------------------- | ----------------------- |
|                            | Conservatore                              | Gavin Williamson           | 35 656                  | 69,76                   |
|                            | Laburista                                 | Adam Freeman               | 12 923                  | 25,29                   |
|                            | Lib Dem                                   | Hilary Myers               | 1 348                   | 2,64                    |
|                            | Verdi                                     | Claire McIlvenna           | 1 182                   | 2,31                    |
|                            |                                           |                            |                         |                         |
| Iscritti                   | Iscritti                                  | Iscritti                   | 73 403                  | 100,00                  |
| ↳ Votanti (% su iscritti)  | ↳ Votanti (% su iscritti)                 | ↳ Votanti (% su iscritti)  | 51 109                  | 69,63                   |
| ↳ Astenuti (% su iscritti) | ↳ Astenuti (% su iscritti)                | ↳ Astenuti (% su iscritti) | 22 294                  | 30,37                   |
|                            |                                           |                            |                         |                         |
|                            | Esito: collegio confermato a Conservatore |                            |                         |                         |

| Partito                    | Partito                                   | Candidato                  | Risultati 7 maggio 2015 | Risultati 7 maggio 2015 |
| Partito                    | Partito                                   | Candidato                  | Voti                    | %                       |
| -------------------------- | ----------------------------------------- | -------------------------- | ----------------------- | ----------------------- |
|                            | Conservatore                              | Gavin Williamson           | 29 478                  | 59,43                   |
|                            | Laburista                                 | Kevin McElduff             | 9 107                   | 18,36                   |
|                            | UKIP                                      | Lyndon Jones               | 8 267                   | 16,67                   |
|                            | Lib Dem                                   | Robert Woodthorpe Browne   | 1 448                   | 2,92                    |
|                            | Verdi                                     | Claire McIlvenna           | 1 298                   | 2,62                    |
|                            |                                           |                            |                         |                         |
| Iscritti                   | Iscritti                                  | Iscritti                   | 72 724                  | 100,00                  |
| ↳ Votanti (% su iscritti)  | ↳ Votanti (% su iscritti)                 | ↳ Votanti (% su iscritti)  | 49 598                  | 68,20                   |
| ↳ Astenuti (% su iscritti) | ↳ Astenuti (% su iscritti)                | ↳ Astenuti (% su iscritti) | 23 126                  | 31,80                   |
|                            |                                           |                            |                         |                         |
|                            | Esito: collegio confermato a Conservatore |                            |                         |                         |

| Partito                    | Partito                                   | Candidato                  | Risultati 6 maggio 2010 | Risultati 6 maggio 2010 |
| Partito                    | Partito                                   | Candidato                  | Voti                    | %                       |
| -------------------------- | ----------------------------------------- | -------------------------- | ----------------------- | ----------------------- |
|                            | Conservatore                              | Gavin Williamson           | 26 834                  | 53,20                   |
|                            | Laburista                                 | Kevin McElduff             | 10 244                  | 20,31                   |
|                            | Lib Dem                                   | Sarah Fellows              | 8 427                   | 16,71                   |
|                            | UKIP                                      | Mike Nattrass              | 2 753                   | 5,46                    |
|                            | BNP                                       | David Bradnock             | 1 928                   | 3,82                    |
|                            | Indipendente                              | Andrew Morris              | 254                     | 0,50                    |
|                            |                                           |                            |                         |                         |
| Iscritti                   | Iscritti                                  | Iscritti                   | 73 420                  | 100,00                  |
| ↳ Votanti (% su iscritti)  | ↳ Votanti (% su iscritti)                 | ↳ Votanti (% su iscritti)  | 50 440                  | 68,70                   |
| ↳ Astenuti (% su iscritti) | ↳ Astenuti (% su iscritti)                | ↳ Astenuti (% su iscritti) | 22 980                  | 31,30                   |
|                            |                                           |                            |                         |                         |
|                            | Esito: collegio confermato a Conservatore |                            |                         |                         |

### Elezioni negli anni 2000
| Partito                    | Partito                                             | Candidato                  | Risultati 23 giugno 2005 | Risultati 23 giugno 2005 |
| Partito                    | Partito                                             | Candidato                  | Voti                     | %                        |
| -------------------------- | --------------------------------------------------- | -------------------------- | ------------------------ | ------------------------ |
|                            | Conservatore                                        | Patrick Cormack            | 13 343                   | 52,05                    |
|                            | Laburista                                           | Paul Kalinauckas           | 4 496                    | 17,54                    |
|                            | Lib Dem                                             | Jo Crotty                  | 3 540                    | 13,81                    |
|                            | UKIP                                                | Malcolm Hurst              | 2 675                    | 10,43                    |
|                            | Democratici                                         | Garry Bushell              | 643                      | 2,51                     |
|                            | Verdi                                               | Kate Spohrer               | 437                      | 1,70                     |
|                            | Freedom (UK)                                        | Adrian Davies              | 434                      | 1,69                     |
|                            | Clause 28 Children's Protection Christian Democrats | David Braid                | 67                       | 0,26                     |
|                            |                                                     |                            |                          |                          |
| Iscritti                   | Iscritti                                            | Iscritti                   | 68 656                   | 100,00                   |
| ↳ Votanti (% su iscritti)  | ↳ Votanti (% su iscritti)                           | ↳ Votanti (% su iscritti)  | 25 635                   | 37,34                    |
| ↳ Astenuti (% su iscritti) | ↳ Astenuti (% su iscritti)                          | ↳ Astenuti (% su iscritti) | 43 021                   | 62,66                    |
|                            |                                                     |                            |                          |                          |
|                            | Esito: collegio confermato a Conservatore           |                            |                          |                          |

| Partito                    | Partito                                   | Candidato                  | Risultati 7 giugno 2001 | Risultati 7 giugno 2001 |
| Partito                    | Partito                                   | Candidato                  | Voti                    | %                       |
| -------------------------- | ----------------------------------------- | -------------------------- | ----------------------- | ----------------------- |
|                            | Conservatore                              | Patrick Cormack            | 21 295                  | 50,49                   |
|                            | Laburista                                 | Paul Kalinauckas           | 14 414                  | 34,17                   |
|                            | Lib Dem                                   | Josephine Harrison         | 4 891                   | 11,60                   |
|                            | UKIP                                      | Mike Lynch                 | 1 580                   | 3,75                    |
|                            |                                           |                            |                         |                         |
| Iscritti                   | Iscritti                                  | Iscritti                   | 69 950                  | 100,00                  |
| ↳ Votanti (% su iscritti)  | ↳ Votanti (% su iscritti)                 | ↳ Votanti (% su iscritti)  | 42 180                  | 60,30                   |
| ↳ Astenuti (% su iscritti) | ↳ Astenuti (% su iscritti)                | ↳ Astenuti (% su iscritti) | 27 770                  | 39,70                   |
|                            |                                           |                            |                         |                         |
|                            | Esito: collegio confermato a Conservatore |                            |                         |                         |

## Risultati dei referendum

### Referendum sulla permanenza del Regno Unito nell'Unione europea del 2016
|             | Collegio            | Lasciare UE % | Rimanere in UE % |
| ----------- | ------------------- | ------------- | ---------------- |
|             | South Staffordshire | 65,2%         | 34,8%            |
| Inghilterra | 53,3%               | 46,7%         |                  |
| Regno Unito | 51,9%               | 48,1%         |                  |